# Кабалістичний орден Троянди-Хреста
Кабалістичний орден Троянди-Хреста (фр. Ordre kabbalistique de la Rose-Croix — OKRC) — перше окультне товариство у Франції, засноване Станісласом де Гуаїта та Жозефіном Пеладаном у 1888 році.
Його структура та вчення мали схожості з першим орденом Мартіністів — Ordre des Supérieurs Inconnus — заснованим Жераром Анкоссом (більш відомим як Папюс). Орден робить наголос на християнській кабалі як сфері вивчення та напрямку духовної роботи.

## Навчання та структура
OKRC проводив заняття з християнської кабали — езотеричної форми християнства — з метою розкрити приховану містичну здатність «проникнути в суть Біблії та Божественного».
Крім того, орден проводив іспити та виставляв оцінки, які називалися за науковими ступенями в університетах. Ця риса вигідно відрізняла орден від основної маси таємних товариств свого часу.

### Ступені
1. Бакалавр кабали
2. Ліцензіат кабали (магістр кабали)
3. Доктор кабали

Структура ступенів була створена у формі університету, їх присуджували лише тим, хто відвідував лекції та складав іспити.

## Коротка історія
У 1890—1891 роках один із перших засновників Жозефін Пеладан покинув OKRC і заснував власний орден Троянди-Хреста і храму Ґрааля, до складу якого входило багато видатних художників-символістів того періоду. Причиною розколу стала відмова Пеладана «асоціювати себе зі спіритизмом, масонством або буддизмом».
Станіслас де Гуаїта, навпаки, заявив, що не хоче перетворювати орден на салон для художників.
Після раптової смерті Станісласа в 1897 році Папюс змінив його на посаді великого магістра OKRC, він був «Délége General de l'Ordre kabbalistique de la Rose-Croix» до своєї смерті в 1916 році.
Сьогодні орден все ще діє в кількох країнах світу.
Станом на 2019 рік нинішнім головою ордену є французький публіцист і духовний вчитель Жан-Луї де Біазі є. Він живе в Лас-Вегасі.